# Мезецкий, Иван Фёдорович
Иван Фёдорович Мезецкий — князь, воевода во времена правления Василия III Ивановича и Ивана IV Васильевича Грозного.
Сын князя Фёдора Фёдоровича Мезецкого-Сухого находившегося в Литовском подданстве (1494).

## Биография
Впервые упомянут в указе великого князя Василия III Ивановича, где ему велено быть с князем Воротынским в Одоеве (1527). Воевода за городом в Нижнем Новгороде (февраль 1536), в марте того же года, в походе на Казань, воевода в Сторожевом полку из Мурома в Нижний Новгород. При нашествии Сафа-Гирея стоял воеводой в Муроме и вместе с муромскими боярскими детьми отражал набег (1540), впоследствии встречал прибывшего в город царя. Воевода в Муроме (1542). Второй воевода левой руки в походе судовой рати Волгою на Казань (1547). Воевода в Муроме в Сторожевом полку, собирал войска (1548). Воевода в Гороховце (май 1550). После взятие Казани, воевода в походе из Казани к Нижнему Новгороду на судах в Сторожевом полку (октябрь 1552). Годовал воеводой в Шацке (1553).
В Дворовой тетради записан первым по Мурому, но уже отстранённым от службы, там же записаны его сыновья. Князь с сыновьями имел вотчинные землевладения в Дубровском стане Муромского уезда. Упоминается, как заимодавец, в духовной грамоте князя Семёна Михайловича Мезецкого (1557). Дал Троице-Сергиеву монастырю вклад 50 рублей (10 января 1563).

## Семья
- Сын: Борис Иванович
- Сын: Семён Иванович — наместник в Стародубе (1576—1577).